# El conde de Montecristo (película de 2024)
El conde de Montecristo (título original  en francés: Le Comte de Monte-Cristo) es una película francesa de drama y aventuras de 2024 basada en la novela de 1844 El conde de Montecristo de Alejandro Dumas. La película está escrita y dirigida por Matthieu Delaporte y Alexandre de La Patellière y protagonizada por Pierre Niney en el papel de Edmundo Dantés.
La película se estrenó mundialmente en la sección Fuera de Competición del Festival de Cine de Cannes el 22 de mayo de 2024 y en los cines en Francia el 28 de junio de 2024 por Pathé. Con un presupuesto estimado en 42,9 millones de euros, El conde de Montecristo es la película francesa más cara de 2024.

## Sinopsis
Edmundo Dantés, un joven marinero de 19 años, llega a Marsella para comprometerse con la bella catalana Mercedes Herrera y convertirse en capitán. Traicionado por amigos celosos, fue denunciado como conspirador bonapartista y encerrado en el castillo de If. Después de 14 años, logra escapar y se apodera de un tesoro escondido en la isla de Montecristo. Ahora se vengará de quienes lo acusaron injustamente.

## Elenco
- Pierre Niney: Edmundo Dantés / conde de Montecristo / lord Halifax
- Anamaria Vartolomei: Haydée
- Bastien Bouillon: Fernando Mondengo, conde de Morcerf
- Anaïs Demoustier: Mercedes Herrera, condesa de Morcerf
- Laurent Lafitte: Gerardo de Villefort, fiscal en Marsella
- Pierfrancesco Favino: abate Faria
- Patrick Mille: barón Danglars, comerciante y ex marinero
- Vassili Schneider: Alberto de Morcerf
- Julien de Saint Jean: príncipe Andrea Cavalcanti / Andrés de Villefort, hijo bastardo del fiscal
- Julie de Bona: Victoria Danglars
- Adèle Simphal: Ángela
- Stéphane Varupenne: Gaspard Caderousse, marino
- Oscar Lesage: Maximiliano Morrel
- Marie Narbonne: Eugenia Danglars
- Bruno Raffaelli: armador Morrel, padre de Maximilien
- Abdé Maziane: Jacopo
- Françoise Gazio: Yvonne
- Axel Baille: el sirviente del barón Danglars
- Lily Dupont: Susana
- Olivier Le Montagner: guardián del castillo de If
- Jérémie Covillault: Antoine, guardia de la prisión
- Bernard Blancan: Luis Dantés, padre de Edmundo
- Graziella Delerm: señora de Morcerf
- Xavier de Guillebon: esposo de Morcerf
- Clémentine Baert: señora de villefort
- Florence Muller: señora de Herrera
- Serge Bagdassarian: juez
- Jean-Louis Tribes: juez

## Producción

### Desarrollo
El 20 de noviembre de 2020, incluso antes de que terminara el rodaje del díptico que habían escrito dedicado a Los tres mosqueteros, con las películas D'Artagnan y Milady, Alexandre de La Patellière y Matthieu Delaporte anunciaron su proyecto de seguir adaptando la obra de Alejandro Dumas en una película basada en El conde Montecristo. El proyecto se confirmó oficialmente el 9 de febrero de 2023 con Pierre Niney en el papel principal. Los guionistas revelarían más tarde que sólo empezaron a escribir el guion de la película una vez que obtuvieron el acuerdo previo de que Niney participaría en el proyecto: «Nos parecía imposible embarcarnos en la aventura sin tener el acuerdo de la persona que iba a encarnarla. (...) Esta es la primera vez que escribimos pensando en un actor».
Los directores presentaron la novela original como «un verdadero mito que permite cruzar varios géneros cinematográficos: aventuras, suspenso, en el contexto de una gran historia de amor». Mientras que Ardavan Safaee, presidente de la productora, Pathé Films, tiende un puente entre esta historia y los superhéroes actuales precisando que «El conde de Montecristo, hay que decirlo, es la historia original de un vengador enmascarado, una historia de traición y redención imposible».
Sin ir tan lejos como para crear un universo compartido en torno a las novelas de Dumas, este proyecto forma parte de una continuidad artística con las películas Los tres mosqueteros: D'Artagnan y Milady ya que la película está creada por los mismos guionistas (aquí también directores) y los mismos productores Dimitri Rassam y Ardavan Safaee, e incluye parte del equipo artístico de las dos películas, en particular, el diseñador de vestuario Thierry Delettre, el escenógrafo Stéphane Tailillasson, el director de fotografía Nicolás Bolduc y la montadora Célia Lafitedupont.
Con un presupuesto estimado de €42,9 millones, El conde de Montecristo es la película francesa más cara de 2024.

### Casting
Pierre Niney fue seleccionada para interpretar el papel principal de Edmond Dantés / el conde de Montecristo en febrero de 2023. El resto del reparto principal se anunció en julio de 2023 con la presencia de Anaïs Demoustier, Laurent Lafitte, Anamaria Vartolomei, Bastien Bouillon, Patrick Mille, Vassili Schneider, Julien de Saint -Jean, así como el actor italiano Pierfrancesco Favino. Sin embargo, inicialmente sus papeles no se revelaron.
La actriz Anamaria Vartolomei confirmó, en febrero de 2024, que interpretará el personaje de Haydée.

### Rodaje
El rodaje duró 76 días y se desarrolló del 24 de julio de 2023 al 21 de noviembre de 2023 y tuvo lugar principalmente en Francia: en la región de París, en Occitania y en Provenza-Alpes-Costa Azul, incluido el Castillo de If. Para representar la residencia del conde de Montecristo se utilizan varias localizaciones: el castillo de Ferrières (Seine-et-Marne), modificado digitalmente para darle su aspecto exterior, la catedral de Saint-Étienne de Meaux para la sala de ensayo, el Palais Brongniart (Bolsa de París) para el salón, el Château d'Aubiry (Pirineos Orientales) para el vestíbulo, las escaleras y la sala de armas, y finalmente el castillo de Dampont (Val-d'Oise) para una de las habitaciones.
El Hôtel de la Païva se utilizó para la sala de estar y las escenas interiores, así como para el comedor de Lord Hallifax. También se rodaron varias escenas en la Casa de Educación de la Legión de Honor de Saint-Denis: se cree que la biblioteca de la abadía, situada junto a la basílica de Saint-Denis, es la oficina del fiscal. También se realizaron algunas tomas en el claustro o en el pasillo que conduce al Salón de los Príncipes.
En Occitania, el rodaje pasó por el macizo de Clape, el castillo de Engarran, Lavérune, que sirve de escenario a la residencia Morcef, así como Pézenas y Villeneuvette, incluida la iglesia de Notre-Dame-de-l'Assomption que sirve de escenario para la capilla donde tiene lugar la boda de Dantés y Mercedes.
Otras escenas se filmaron en el Gran Puerto de La Valeta en Malta,que sirve de telón de fondo al puerto de Marsella así como en Chipre. El barco Le Pharaon está representado por L'Étoile du Roy, una réplica de una fragata corsaria del siglo XVIII cuyo puerto base es Saint-Malo. Las escenas de estudio se filmaron en Lites Studios, Bruselas (Bélgica), en particular la escena inicial del naufragio. Para la escena de la fuga de Dantés, Pierre Niney se entrenó con el campeón mundial de apnea Stéphane Mifsud, siendo arrojado al mar atado en una bolsa lastrada y que fue filmada en un único plano secuencia.

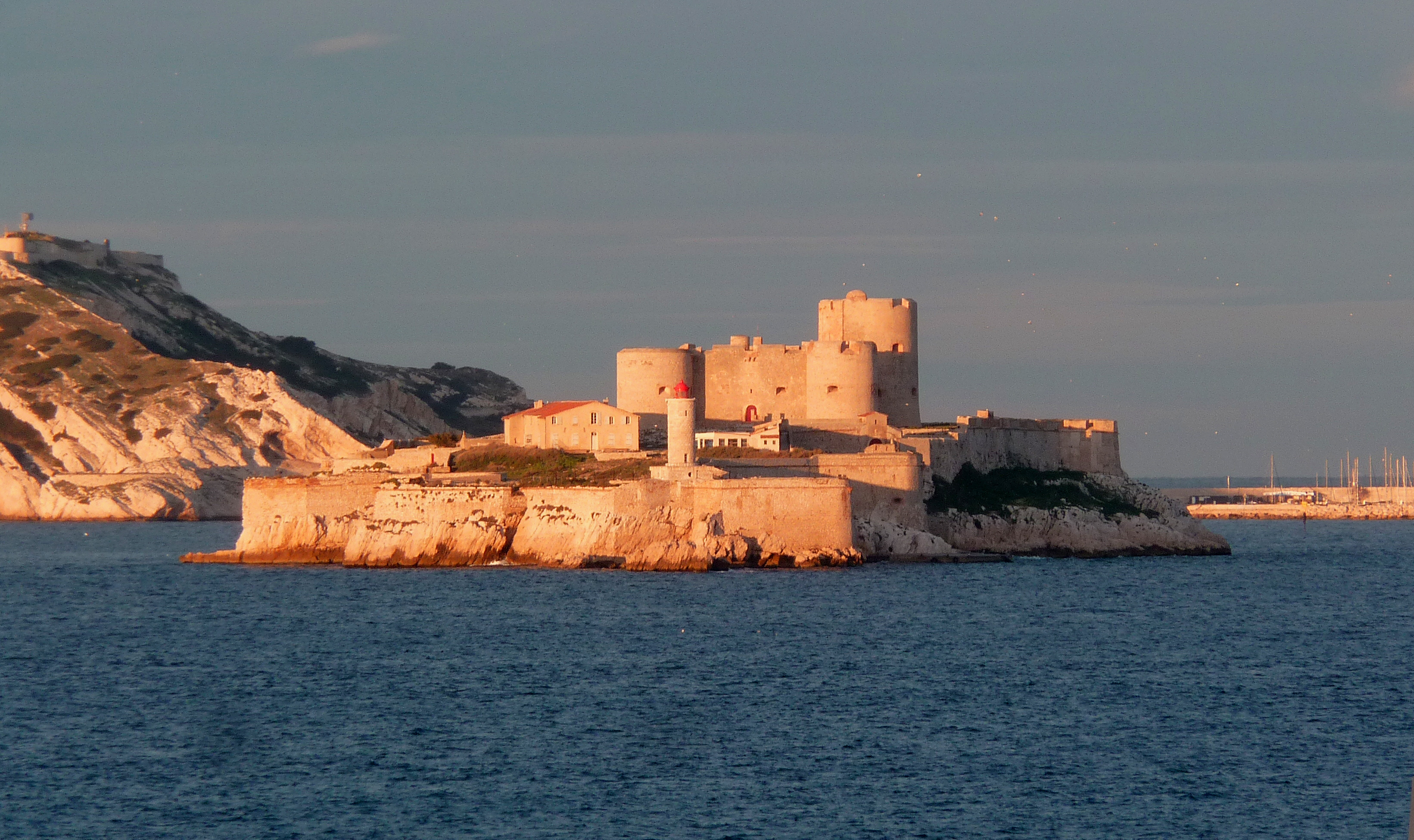
El Château d'If, donde estaba encarcelado Dantés.
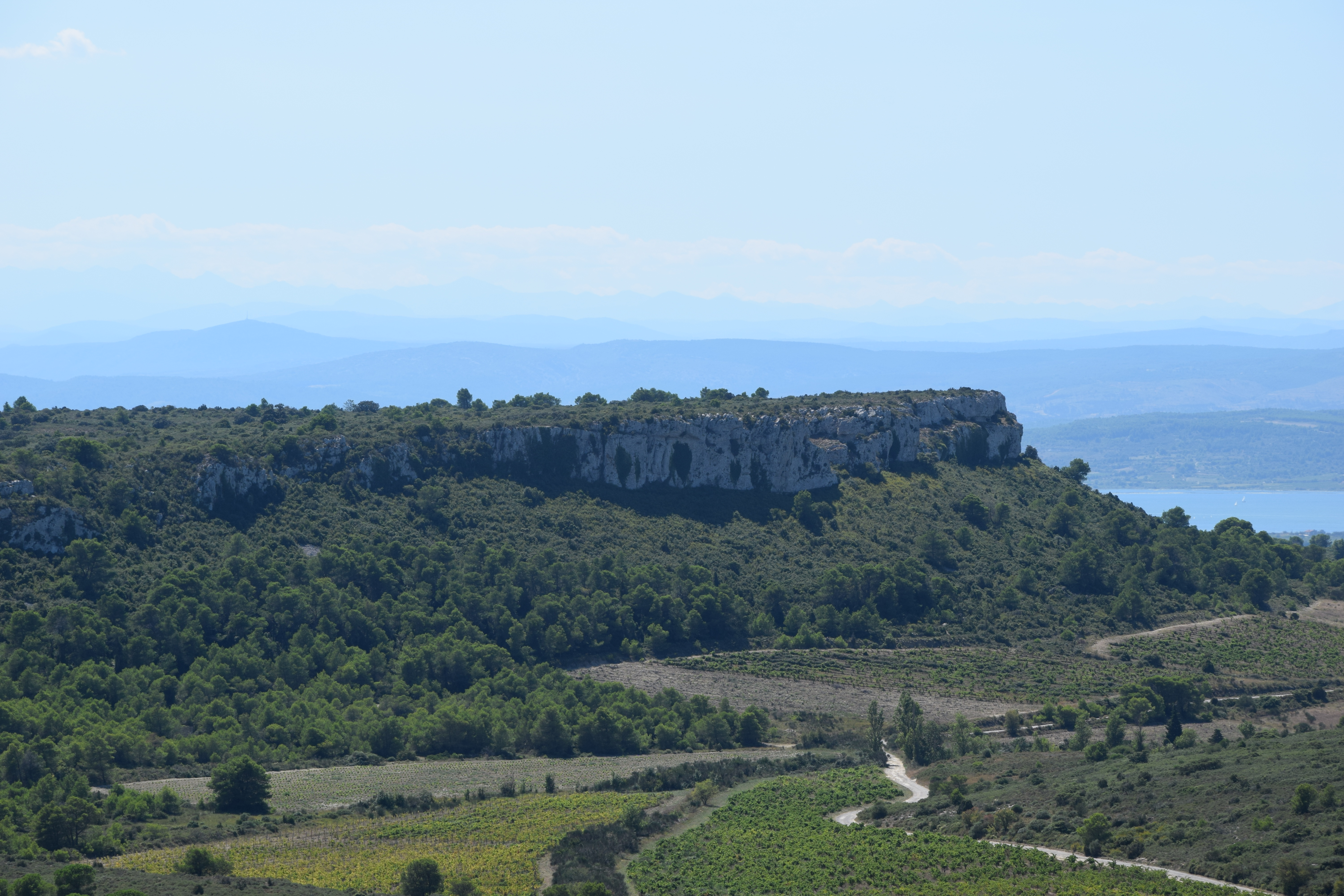
El macizo de Clape, por el que cabalga Dantés.
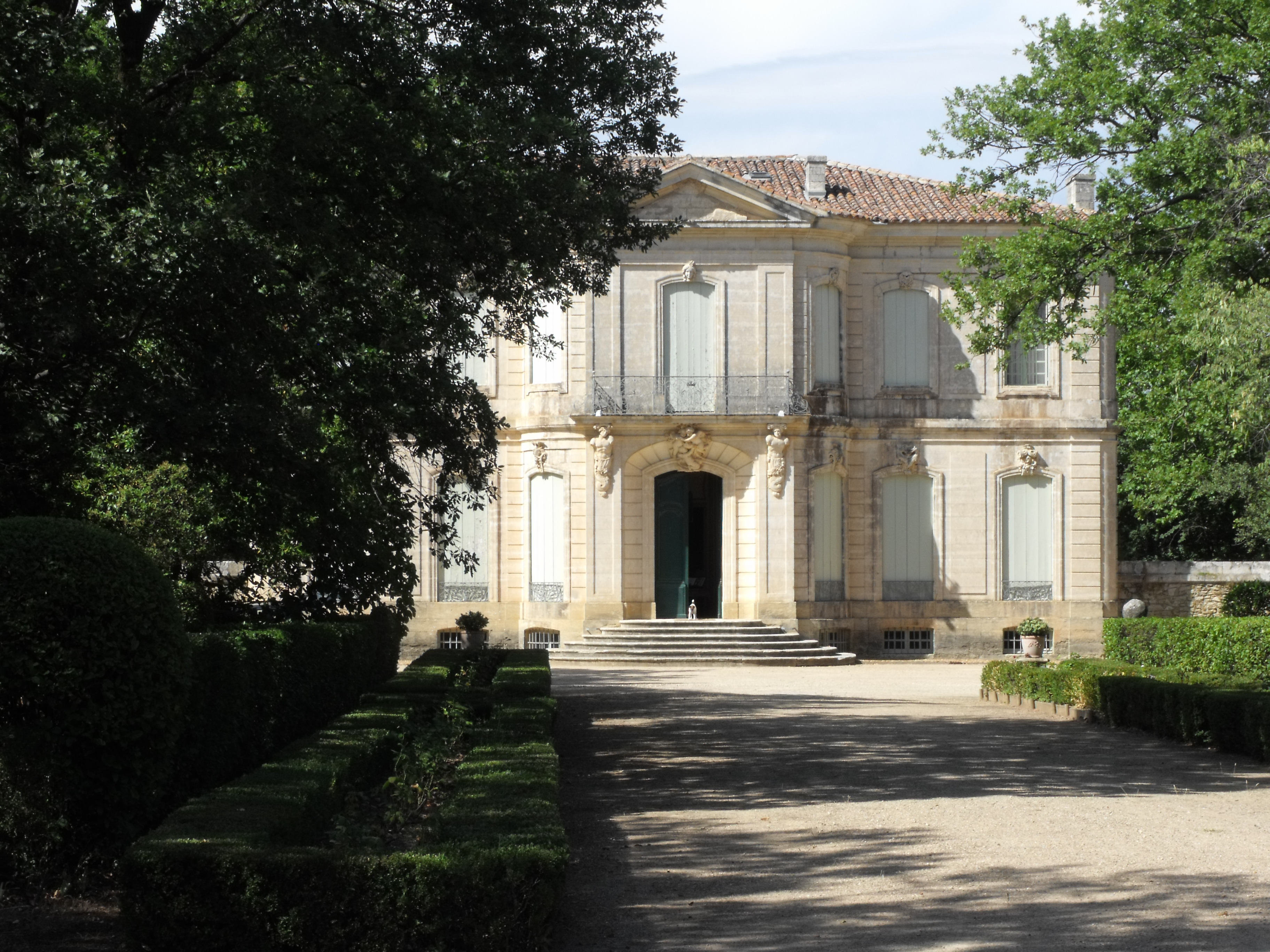
El Château de l'Engarran, que representa la residencia de los Morcerf.
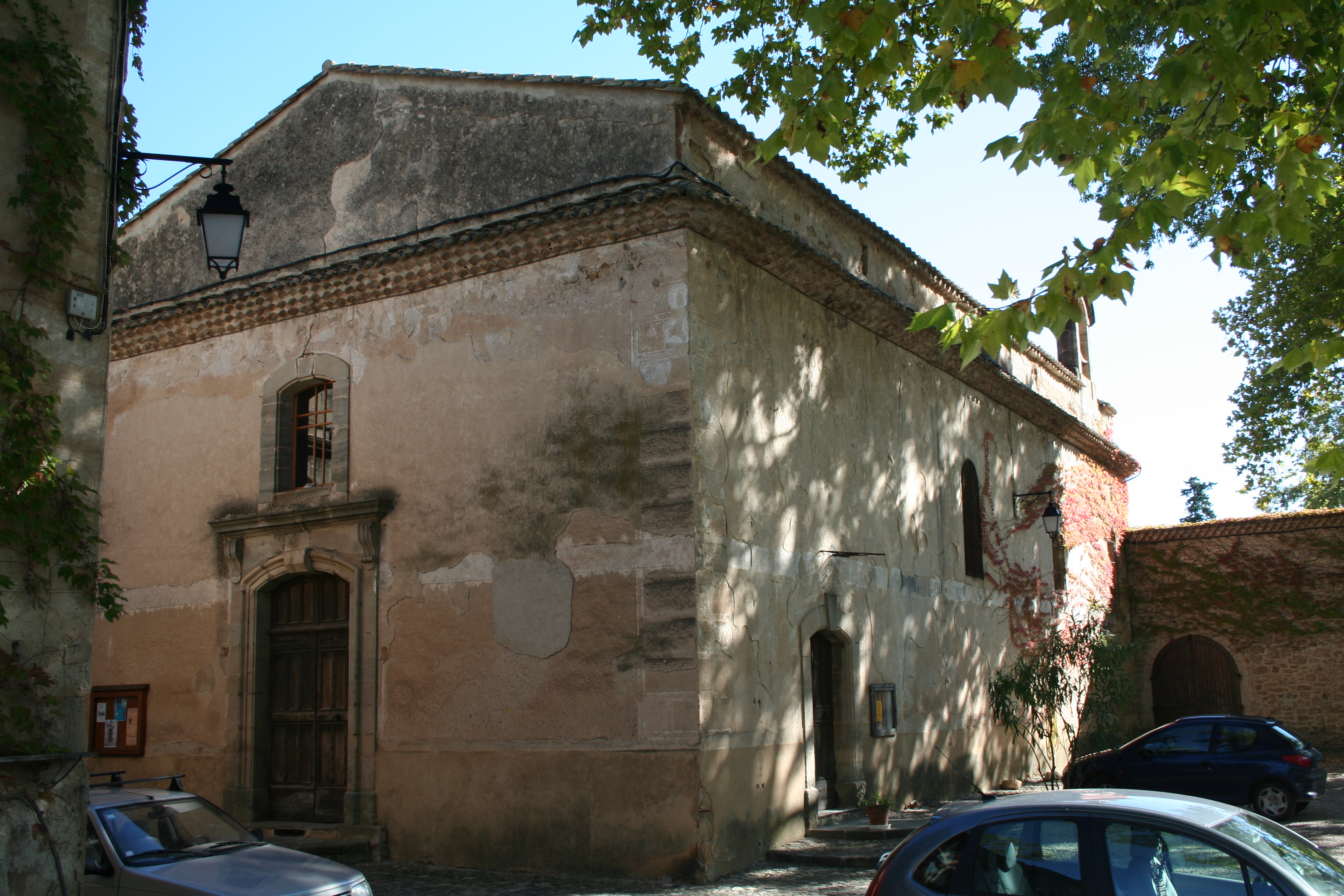
La capilla de Villeneuvette, lugar de bodas de Dantés y Mercedes.
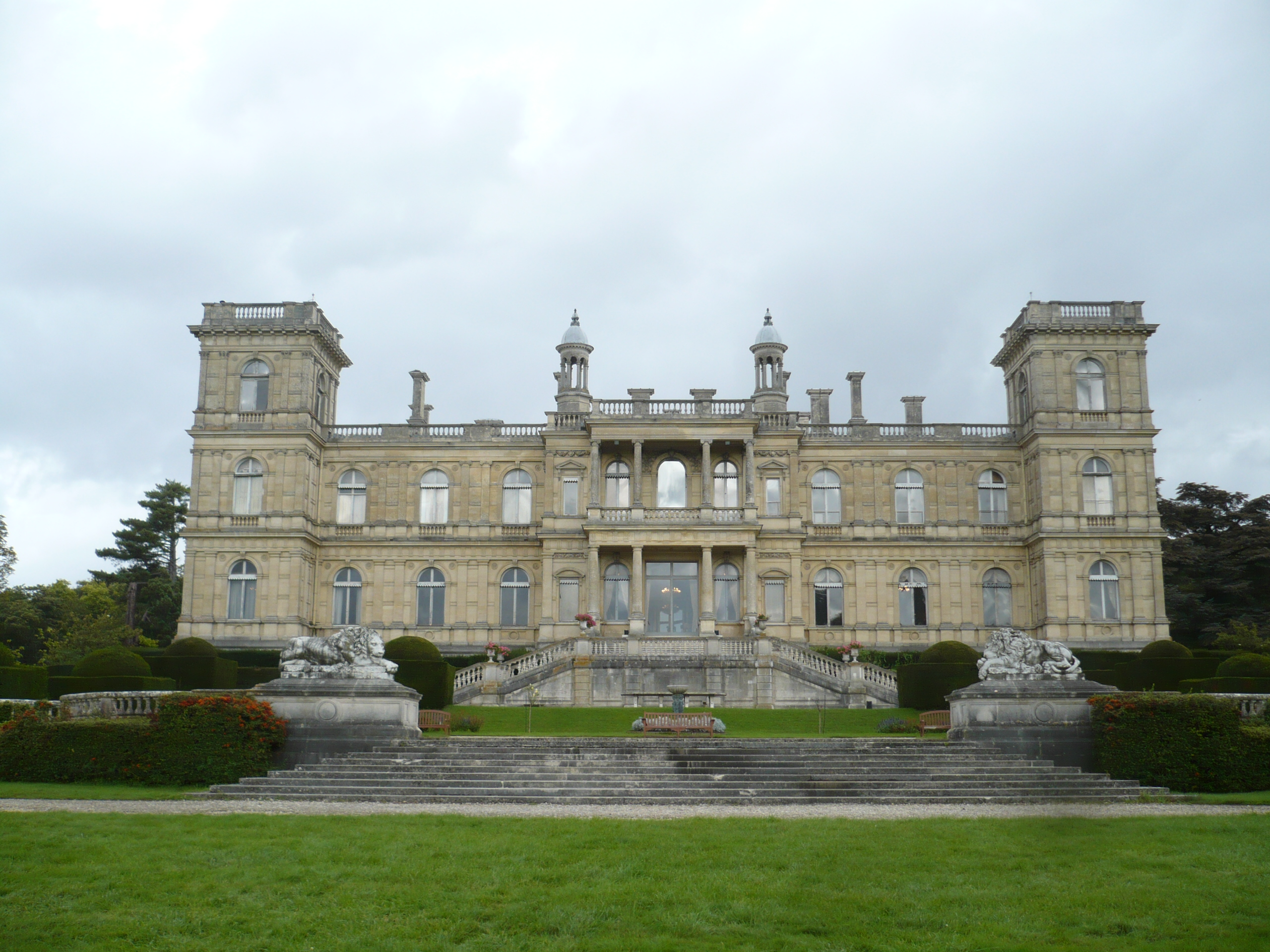
El castillo de Ferrières, que sirve como decoración exterior del castillo del conde de Montecristo.
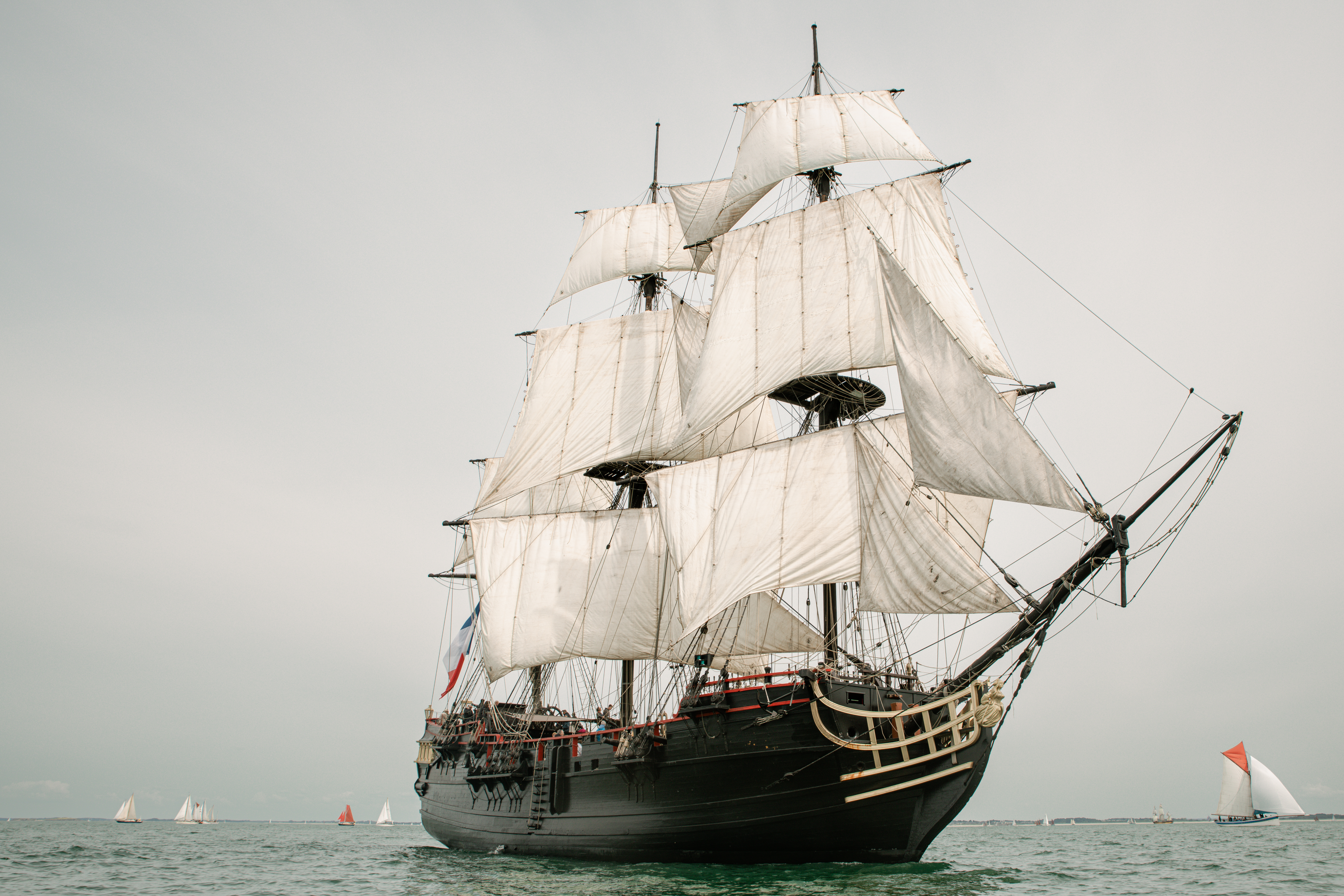
La fragata L'Étoile du Roy, que encarna El Faraón el buque de Dantés.
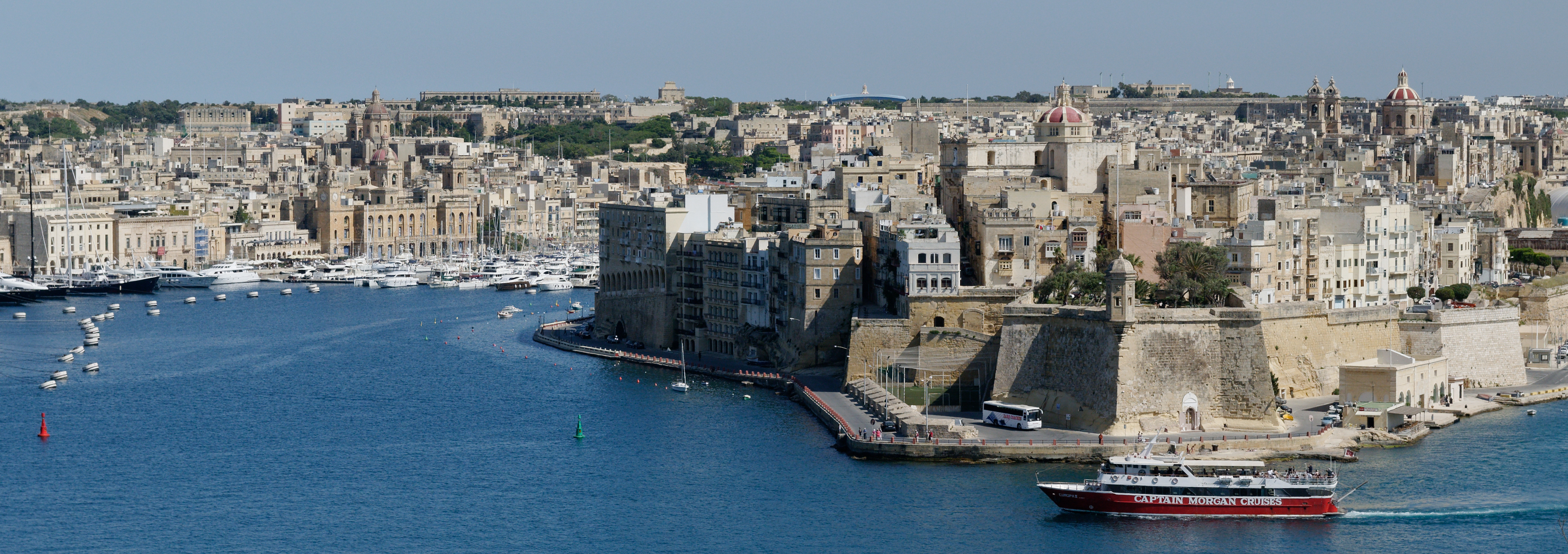
El Gran Puerto de La Valette (Malta), que representa Marsella.

## Banda sonora
La banda sonora de la película está compuesta por Jérôme Rebotier, colaborador desde hace mucho tiempo de Matthieu Delaporte y Alexandre de La Patellière. Publicada el 28 de junio de 2024 en formato digital bajo el sello estadounidense Milan Records, con 41 temas.

### Lista de canciones
Todas las canciones escritas y compuestas por Jérôme Rebotier. 
| Le Comte de Monte Cristo, bande originale du film |                                                                        |          |  |
| N.º                                               | Título                                                                 | Duración |  |
| 1.                                                | «Tempête»                                                              | 3:19     |  |
| 2.                                                | «Mercédès»                                                             | 1:58     |  |
| 3.                                                | «Le trésor»                                                            | 3:57     |  |
| 4.                                                | «Dorul (Chanson d'Haydée) (con la participación de Gülay Hacer Toruk)» | 3:49     |  |
| 5.                                                | «Haydée»                                                               | 1:42     |  |
| 6.                                                | «Edmond et Mercédès»                                                   | 3:10     |  |
| 7.                                                | «L'arrestation»                                                        | 3:31     |  |
| 8.                                                | «Le mariage»                                                           | 1:01     |  |
| 9.                                                | «Vengeance (tema de Monte Cristo)»                                     | 1:36     |  |
| 10.                                               | «Le château d'If (versión larga)»                                      | 3:26     |  |
| 11.                                               | «Dantès rejoint Faria»                                                 | 2:21     |  |
| 12.                                               | «Mort de Faria»                                                        | 1:48     |  |
| 13.                                               | «Le domaine»                                                           | 2:08     |  |
| 14.                                               | «Le bal d'Eugénie»                                                     | 1:51     |  |
| 15.                                               | «Dantès reprend des forces»                                            | 1:00     |  |
| 16.                                               | «Haydée supplie Albert»                                                | 1:40     |  |
| 17.                                               | «Le piège se referme»                                                  | 2:05     |  |
| 18.                                               | «Le duel»                                                              | 2:05     |  |
| 19.                                               | «L'évasion (parte 1)»                                                  | 2:36     |  |
| 20.                                               | «L'évasion (parte 2)»                                                  | 1:40     |  |
| 21.                                               | «La mort du cerf»                                                      | 2:07     |  |
| 22.                                               | «Le revenant»                                                          | 1:27     |  |
| 23.                                               | «La folie»                                                             | 2:03     |  |
| 24.                                               | «Chasse à courre»                                                      | 1:02     |  |
| 25.                                               | «L'éducation d'André»                                                  | 1:40     |  |
| 26.                                               | «Le récit d'Angèle»                                                    | 4:23     |  |
| 27.                                               | «Les années Faria»                                                     | 1:25     |  |
| 28.                                               | «Le dîner d'Auteuil»                                                   | 3:33     |  |
| 29.                                               | «Les plans»                                                            | 1:55     |  |
| 30.                                               | «Albert et Haydée»                                                     | 1:07     |  |
| 31.                                               | «Les traîtres»                                                         | 2:12     |  |
| 32.                                               | «Le racket»                                                            | 2:20     |  |
| 33.                                               | «Opium»                                                                | 2:40     |  |
| 34.                                               | «Monte Cristo»                                                         | 2:20     |  |
| 35.                                               | «Le trésor (reprise) - Adieux à Eugénie»                               | 2:49     |  |
| 36.                                               | «L'assassinat (versión larga)»                                         | 3:24     |  |
| 37.                                               | «Albert rejoint Haydée»                                                | 2:35     |  |
| 38.                                               | «Monte Cristo raconte à Mercédès»                                      | 1:37     |  |
| 39.                                               | «La haine de Fernand»                                                  | 0:59     |  |
| 40.                                               | «La confrontation»                                                     | 3:45     |  |
| 41.                                               | «La vie d'après»                                                       | 4:12     |  |

## Estreno
La película fue seleccionada para proyectarse fuera de competición en el Festival de Cine de Cannes de 2024, donde tuvo su estreno mundial el 22 de mayo de 2024, allí obtuvo una ovación de casi once minutos al final de su proyección. La productora Pathé lo estrenó en cines en Francia el 28 de junio de 2024 e internacionalmente se estrenó el Festival de Cine Mediterráneo el 22 de junio de 2024.

## Recepción

### Respuesta de la crítica
En Francia, el sitio AlloCiné le dio a la película una puntuación media de 3,665, basada en la interpretación de 40 críticos de prensa y de 4,55 en la opinión de los espectadores, lo que la convierte en la película francesa mejor valorada en el sitio. El agregador de reseñas Rotten Tomatoes le concede a la película una puntuación del 100 % y una calificación media de 8/10 basada en la interpretación de 23 reseñas. El consenso de la crítica afirma que «Al condensar el voluminoso tomo de Alejandro Dumas en una aventura de acción rápida y lujosamente organizada, esta adaptación francesa de El conde de Montecristo da en el clavo con una precisión de espada».

### Taquilla
Para junio de 2025, la película había vendido más de ocho millones de entradas en Francia, convirtiéndose en la tercera película más taquillera de 2024, y recaudó 73 millones de dólares en todo el mundo.

## Premios y nominaciones
El 11 de septiembre de 2024, El conde de Montecristo fue una de las cuatro películas preseleccionadas por el comité de los Oscar de Francia para ser seleccionadas como la representante oficial del país para la categoría de Mejor Largometraje Internacional en los 97.º Premios de la Academia.
| Año  | Premio / Festival                                  | Categoría                         | Trabajo nominado                                                                                               | Resultado | Ref.          |
| ---- | -------------------------------------------------- | --------------------------------- | --- | --------- | ------------- |
| 2024 | Festival de Cine de Cabourg                        | Cisne de oro a la mejor película  | El conde de Montecristo                                                                                        | Ganador   | [ 35 ]        |
| 2024 | Festival Internacional de Cine de Fantasía         | Caballo Negro a la Mejor Película | El conde de Montecristo                                                                                        | Ganador   | [ 36 ]        |
| 2024 | Festival Internacional de Cine de Sudbury Cinéfest | Elección de la audiencia          | El conde de Montecristo                                                                                        | Ganador   | [ 37 ]        |
| 2025 | Premios Goya                                       | Mejor película europea            | El conde de Montecristo                                                                                        | Nominada  | [ 38 ]        |
| 2025 | Premios César                                      | Mejor película                    | El conde Montecristo                                                                                           | Nominada  | [ 39 ] [ 40 ] |
| 2025 | Premios César                                      | Mejor dirección                   | Matthieu Delaporte y Alexandre de La Patellière                                                                | Nominados | [ 39 ] [ 40 ] |
| 2025 | Premios César                                      | Mejor actor                       | Pierre Niney                                                                                                   | Nominado  | [ 39 ] [ 40 ] |
| 2025 | Premios César                                      | Mejor actor secundario            | Bastien Bouillon                                                                                               | Nominado  | [ 39 ] [ 40 ] |
| 2025 | Premios César                                      | Mejor actor secundario            | Laurent Lafitte                                                                                                | Nominado  | [ 39 ] [ 40 ] |
| 2025 | Premios César                                      | Mejor actriz secundaria           | Anaïs Demoustier                                                                                               | Nominada  | [ 39 ] [ 40 ] |
| 2025 | Premios César                                      | Mejor guion adaptado              | Matthieu Delaporte y Alexandre de La Patellière                                                                | Nominados | [ 39 ] [ 40 ] |
| 2025 | Premios César                                      | Mejor fotografía                  | Nicolas Bolduc                                                                                                 | Nominado  | [ 39 ] [ 40 ] |
| 2025 | Premios César                                      | Mejor montaje                     | Célia Lafitedupont                                                                                             | Nominada  | [ 39 ] [ 40 ] |
| 2025 | Premios César                                      | Mejor música                      | Jérôme Rebotier                                                                                                | Nominado  | [ 39 ] [ 40 ] |
| 2025 | Premios César                                      | Mejor decorado                    | Stéphane Taillasson                                                                                            | Ganador   | [ 39 ] [ 40 ] |
| 2025 | Premios César                                      | Mejores efectos visuales          | Olivier Cauwet                                                                                                 | Nominado  | [ 39 ] [ 40 ] |
| 2025 | Premios César                                      | Mejor vestuario                   | Thierry Delettre                                                                                               | Ganador   | [ 39 ] [ 40 ] |
| 2025 | Premios César                                      | Mejor sonido                      | David Rit, Marc Doisne, Olivier Touche, Laure-Anne Darras, Marion Papinot, Samuel Delorme y Gwennolé Le Borgne | Nominados | [ 39 ] [ 40 ] |